# Autobiography (Ashlee-Simpson-Album)
Autobiography ist das Debütalbum der US-amerikanischen Popsängerin Ashlee Simpson, das im Juli 2004 erschien.

## Entstehung und Veröffentlichung
Die Erstveröffentlichung von Autobiography erfolgte am 20. Juli 2004 bei Geffen Records. Das Album erschien in seiner Originalausführung als CD und Download mit 13 Titeln (Katalognummer: 986 325-2).
Geschrieben wurden die Lieder von der Interpretin selbst, zusammen mit weiteren Koautoren, zumeist gemeinsam mit Kara DioGuardi und John Shanks. Letzterer war zudem für die komplette Produktion verantwortlich.

## Titelliste
1. Autobiography – 3:34
2. Pieces of Me – 3:37
3. Shadow – 3:57
4. La La – 3:42
5. Love Makes the World Go Round – 3:45
6. Better Off – 3:27
7. Love Me for Me – 3:27
8. Surrender – 3:20
9. Unreachable – 3:53
10. Nothing New – 3:06
11. Giving It All Away – 2:56
12. Undiscovered – 4:56
13. Harder Every Day – 3:29

## Singleauskopplungen
| Jahr | Titel        | Höchstplatzierung, Gesamtwochen, AuszeichnungChartplatzierungen (Jahr, Titel, , Platzierungen, Wochen, Auszeichnungen, Anmerkungen) | Höchstplatzierung, Gesamtwochen, AuszeichnungChartplatzierungen (Jahr, Titel, , Platzierungen, Wochen, Auszeichnungen, Anmerkungen) | Höchstplatzierung, Gesamtwochen, AuszeichnungChartplatzierungen (Jahr, Titel, , Platzierungen, Wochen, Auszeichnungen, Anmerkungen) | Höchstplatzierung, Gesamtwochen, AuszeichnungChartplatzierungen (Jahr, Titel, , Platzierungen, Wochen, Auszeichnungen, Anmerkungen) | Höchstplatzierung, Gesamtwochen, AuszeichnungChartplatzierungen (Jahr, Titel, , Platzierungen, Wochen, Auszeichnungen, Anmerkungen) | Anmerkungen                             |
| Jahr | Titel        | DE | AT | CH | UK | US | Anmerkungen                             |
| ---- | ------------ | --- | --- | --- | --- | --- | --------------------------------------- |
| 2004 | Pieces of Me | DE26 (11 Wo.)DE | AT15 (17 Wo.)AT | CH11 (13 Wo.)CH | UK4 (13 Wo.)UK | US5 Gold · (21 Wo.)US | Erstveröffentlichung: 15. März 2004     |
| 2004 | Shadow       | DE42 (9 Wo.)DE | AT60 (1 Wo.)AT | CH30 (7 Wo.)CH | — | US57 (7 Wo.)US | Erstveröffentlichung: 6. August 2004    |
| 2004 | La La        | DE68 (9 Wo.)DE | AT46 (6 Wo.)AT | — | UK11 (8 Wo.)UK | US86 Gold · (5 Wo.)US | Erstveröffentlichung: 18. November 2004 |

## Kommerzieller Erfolg

### Chartplatzierungen
Autobiography avancierte zum Nummer-eins-Erfolg in den Vereinigten Staaten.
| ChartsChartplatzierungen       | Höchstplatzierung | Wochen |
| ------------------------------ | ----------------- | ------ |
| Deutschland (GfK)              | 27 (14 Wo.)       | 14     |
| Österreich (Ö3)                | 37 (8 Wo.)        | 8      |
| Schweiz (IFPI)                 | 36 (14 Wo.)       | 14     |
| Vereinigte Staaten (Billboard) | 1 (40 Wo.)        | 40     |
| Vereinigtes Königreich (OCC)   | 31 (11 Wo.)       | 11     |

| ChartsJahrescharts (2004)      | Platzierung |
| ------------------------------ | ----------- |
| Vereinigte Staaten (Billboard) | 18          |

### Auszeichnungen für Musikverkäufe
| Land/Region                  | Auszeichnungen für Musikverkäufe (Land/Region, Auszeichnung, Verkäufe) | Verkäufe  |
| ---------------------------- | ---------------------------------------------------------------------- | --------- |
| Japan (RIAJ)                 | Gold                                                                   | 100.000   |
| Kanada (MC)                  | 2× Platin                                                              | 200.000   |
| Mexiko (AMPROFON)            | Gold                                                                   | 50.000    |
| Vereinigte Staaten (RIAA)    | 3× Platin                                                              | 3.000.000 |
| Vereinigtes Königreich (BPI) | Gold                                                                   | 100.000   |
| Insgesamt                    | 3× Gold · 5× Platin ·                                                  | 3.450.000 |